# Order Zasługi Indyjskiej
Order Zasługi Indyjskiej, daw. Order Induski Zasługi (ang. Indian Order of Merit, skr. IOM lub I.O.M.) – brytyjskie odznaczenie ustanowione 1 maja 1837 przez Brytyjską Kompanię Wschodnioindyjską za panowania króla Wilhelma IV Hanowerskiego. Podzielony był na trzy klasy wojskowe i nadawany jako nagroda za dzielność. W 1902 dodano dwie klasy cywilne, z których od 1939 pozostawiono jedną, rzadko nadawaną. W 1911 liczbę klas wojskowych zredukowano do dwóch, a od 1944 posiadał tylko jedną klasę. Wraz z uzyskaniem niepodległości przez Indie w 1947, order został zniesiony. Obecnie wciąż jest noszony i znajduje się w oficjalnej brytyjskiej kolejności starszeństwa odznaczeń: wersja wojskowa po Odznace Rycerza Kawalera i przed Orderem Birmy, a wersja cywilna noszona jest za Medalem za Ratowanie Życia w Morzu i przed Medalem Imperium za Dzielność.